# 嘉泰 (黎朝)
嘉泰（かたい）は、ベトナム後黎朝の世宗が使用した元号。1573年 - 1577年。

## 西暦・干支・他元号との対照表
| 嘉泰 | 元年     | 2年     | 3年      | 4年      | 5年      |
| 西暦 | 1573年   | 1574年  | 1575年   | 1576年   | 1577年   |
| 干支 | 癸酉     | 甲戌    | 乙亥     | 丙子     | 丁丑     |
| 莫朝 | 崇康8年  | 崇康9年 | 崇康10年 | 崇康11年 | 崇康12年 |
| 明   | 万暦元年 | 万暦2年 | 万暦3年  | 万暦4年  | 万暦5年  |